# 勐往乡
勐往乡，是中华人民共和国云南省西双版纳傣族自治州勐海县下辖的一个乡镇级行政单位。

## 行政区划
勐往乡下辖以下地区：
勐往村、灰塘村、曼允村、南果河村、坝散村和糯东村。